# Nationaal Songfestival 1999
Het Nationaal Songfestival in 1999 was de Nederlandse voorselectie voor deelname aan het Eurovisiesongfestival 1999. Het Nationaal Songfestival werd op 14 maart gepresenteerd door Paul de Leeuw en Linda de Mol. Tien artiesten deden mee. Er waren vooraf veel protesten omdat alle inzendingen in de Engelse taal gezongen werden. Onder anderen Boris Dittrich, lid van D66 in de Tweede Kamer, maakte zich hier erg druk om. Uiteindelijk kwam Dittrich wel naar de studio om de uitslag van de publieksjury bekend te maken.

## Uitslag
| Positie | Uitvoerende(n) | Liedtitel                       | Punten |
| ------- | -------------- | ------------------------------- | ------ |
| 1       | Marlayne       | One good reason                 | 248    |
| 2       | DeAnté         | We don't live too long          | 103    |
| 3       | Jane           | Dreams                          | 96     |
| 4       | Tamara         | Coming home                     | 83     |
| 5       | Roger Happel   | Where is the time               | 82     |
| 6       | Colorz         | Positivity                      | 68     |
| 7       | Donya          | Before the clock strikes twelve | 55     |
| 8       | All Mixed Up   | Forever night and day           | 32     |
| 9       | All of Us      | Maybe love                      | 30     |
| 10      | Double Date    | E-mail to Berlin                | 19     |

- De vierkoppige groep Deanté won het nationaal festival niet, maar scoorde weliswaar toch een Top 40-hit met hun inzending;
- Behalve winnares Marlayne had ook Double Date een Top 40-hitje. Zij vielen nogal op met hun liedje van Jan Rot en Flamman & Abraxas, omdat ze dit verschrikkelijk vals zongen;
- Een van de zangers van de groep "All of us" zou in 2004 weer meedoen als lid van het winnende duo Re-union.

Op het Eurovisiesongfestival 1999 te Jeruzalem werd Marlayne achtste.
1956 · 1957 · 1958 · 1959 · 1960 · 1961 · 1962 · 1963 · 1964 · 1965 · 1966 · 1967 · 1968 · 1969 · 1970 · 1971 · 1972 · 1973 · 1974 · 1975 · 1976 · 1977 · 1978 · 1979 · 1980 · 1981 · 1982 · 1983 · 1984 · 1986 · 1987 · 1988 · 1989 · 1990 · 1992 · 1993 · 1994 · 1996 · 1997 · 1998 · 1999 · 2000 · 2001 · 2003 · 2004 · 2005 · 2006 · 2007 · 2008 · 2009 · 2010 · 2011 · 2012